# Partit Comunista Búlgar
El Partit Comunista Búlgar fou un partit comunista de Bulgària, que fou el partit dominant de 1945 a 1990. El Partit Comunista Búlgar ha dominat la coalició Front Patriòtic que va assumir el poder el 1944, després de la Segona Guerra Mundial, després d'haver donat un cop d'estat contra el govern tsarista de Bulgària amb el suport de l'Exèrcit Roig.
Els orígens del partit es troben en el Partit dels Treballadors Socialdemòcrates Búlgars (Socialistes Estrictes), conegut com el Tesniatsi (Tesni socialisti, tesni (тесни) vol dir "estret", "estricte"), que va ser fundat el 1903 després d'una divisió en el Partit Social-Demòcrata. El líder fundador fou Dimítar Blagòev i entre els dirigents importants s'hi pot incloure Gueorgui Dimitrov. El partit es va oposar a la Primera Guerra Mundial, va ser favorable a la Revolució d'Octubre de 1917 a Rússia i es va unir a la Internacional Comunista quan es va fundar el 1919. Quan es va incorporar a la Komintern es reorganitzà el partit com a Partit Comunista de Bulgària. Dimitrov fou membre del Comitè Central del partit des de la seva creació fins a la seva mort el 1949, i també actua com a líder de Bulgària des de les eleccions legislatives búlgares de 1946.
El 1938 el partit va fusionar amb el Partit dels Treballadors i convertir-se en el Partit dels Treballadors Búlgars. El 1948 el PTB es va fusionar amb el Partit Socialdemòcrata Obrer Búlgar per convertir-se en el Partit Comunista Búlgar, un cop més.
Després de la sobtada mort de Dimitrov, el partit va ser dirigit per Vulkan Txervenkov, un estalinista de línia dura que va supervisar una sèrie de purgues en el partit per orientació de Moscou. El partit es van unir a la Kominform des dels seus inicis el 1948 i va dur a terme purgues contra presumptes titoites després de l'expulsió de l'aliança de la Lliga dels Comunistes de Iugoslàvia. Milers de membres sospitosos del partit i presumptes contrarevolucionaris van ser empresonats. El març de 1954, un any després de la mort de Stalin, va ser deposat Txervenkov.
Des de 1954 fins al 1989 el partit va ser dirigit per Tòdor Jívkov, que va ser fermament recolzat la Unió Soviètica i es va mantenir a prop del seu lideratge després de Nikita Khrusxov va ser destituït per Leonid Bréjnev.
L'enorme èxode dels turcs ètnics i les exigències de reforma que sacsejaren Europa Oriental van contribuir a que el 10 de novembre de 1989, l'endemà de la caiguda del mur de Berlín, un cop a palau organitzat pels elements més aperturistes del Partit Comunista Búlgar (amb el tàcit consentiment soviètic) va derrocar Jivkov. A partir de llavors el partit fou dirigit per reformistes, abandonà el marxisme-leninisme el 1990 i canvià el seu nom pel de Partit Socialista Búlgar (BSP).
Un d'aquests partits és el Partit Comunista de Bulgària (Komunístitxeska Pàrtia na Balgària), dirigit per Aleksàndar Paunov. És part de la Coalició per Bulgària, una aliança encapçalada pel Partit Socialista Búlgar. La coalició va obtenir a les eleccions legislatives búlgares de 2001 el 17,1% del vot popular i 48 dels 240 escons. A les eleccions legislatives búlgares de 2005, la Coalició va obtenir el 34,2% del vot popular i 82 dels 240 escons.